# Luteránství

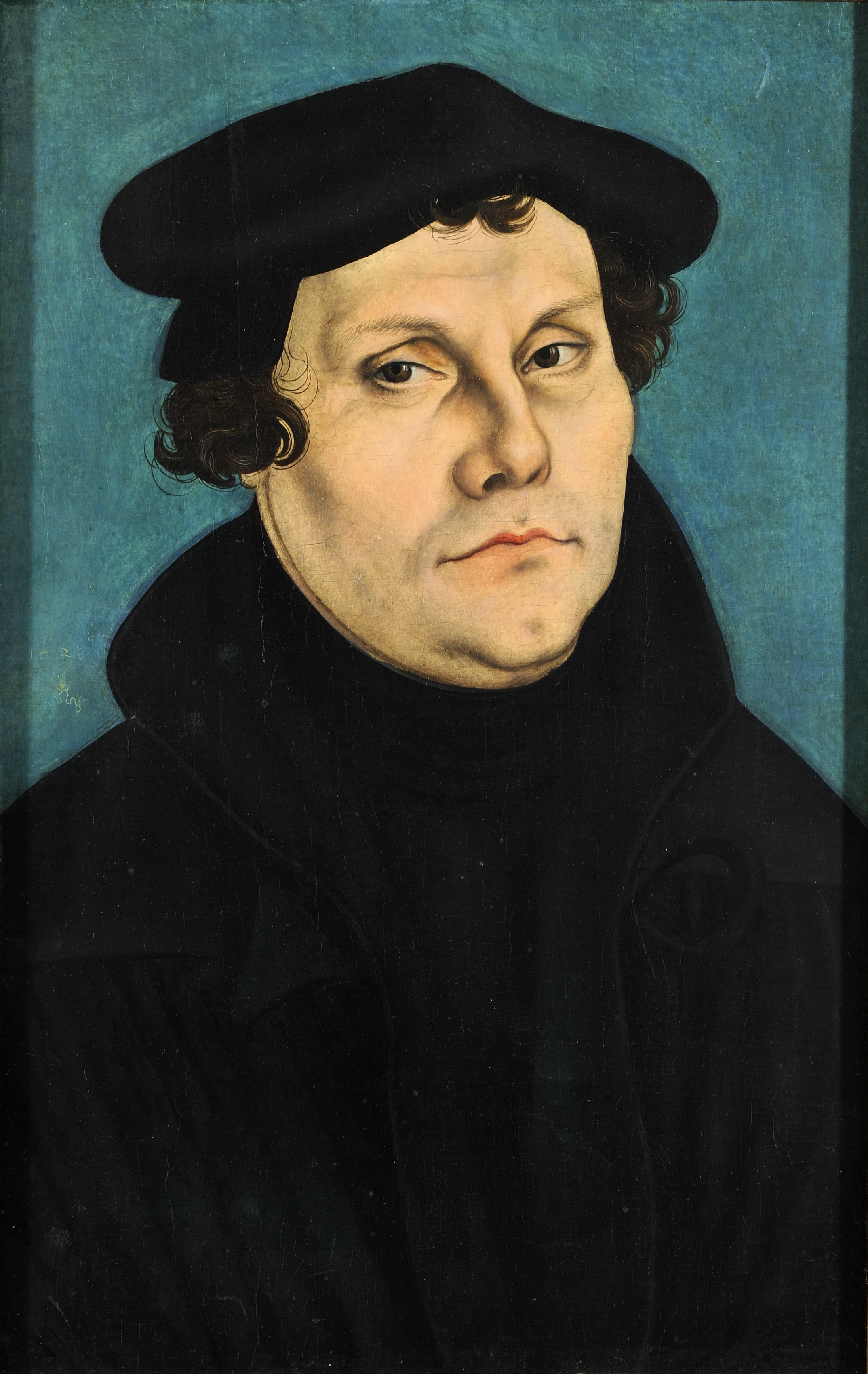
Martin Luther od Lucase Cranacha

Luteránství, luterství či luteranismus je křesťanským protestantským vyznáním vycházející z odkazu a teologie Martina Luthera, Phillippa Melanchthona a luterské reformace. Luteránské církve jsou rozšířené po celém světě. Nejhlubší kořeny má luteránství v Německu a Skandinávii. Luteráni někdy bývají označování i jako evangelíci (jako ostatní protestanti). Luteránství je nejstarším protestantským směrem.

## Označení
Označení „luteráni“ je původně polemickým označením ze strany katolíků, kteří tak označovali jako heretiky přívržence učení Martina Luthera (srov. Johann Eck, Adversus Lutheranos et alios hostes Ecclesiae, 1520). Později však tímto pojmem označují luteráni sami sebe a vymezují se jím vůči katolíkům i proti reformovaným církvím. Církve a sbory se často označují jako „luterské“ církve či sbory. Někdy luteráni (zvláště ti hlásící se k tzv. luterské katolicitě) bývají označováni i jako augsburští katolíci.

## Teologie

Luterská růže – symbol luteránství

Luteráni věří v jednoho Boha ve třech osobách: Otec, Syn a Duch Svatý. Za pramen víry považují Bibli složenou ze Starého a Nového zákona a za její správné vysvětlení považují Augsburské vyznání. Věrouku tvoří Symbolické knihy luterství čili Kniha svornosti. Luteráni vyznávají Apoštolské, Nicejsko-konstantinopolské a Atanášovo vyznání. Za svátosti považují pouze křest a Večeři Páně. Vysluhují taktéž další obřady (konfirmaci, zpověď, manželství, ordinaci a v některých církvích i pomazání nemocných) které však nepovažují za svátosti. Marii si ctí jako Bohorodičku (řecky: Theotokos) a někteří luteráni věří v její věčné panenství. Marii a svaté ctí, ale nemodlí se k nim. Obrazy a sochy používají, ale nevzdávají jim úctu. Někteří luteráni ordinují na duchovní také ženy a některé luterské církve věří že své duchovní ordinují v linii apoštolské posloupnosti. Neuznávají papežství, odpustky, soukromá zjevení Ježíše a Marie a jiné věci. Celibát duchovních je dobrovolný, a to i po ordinaci. 

### Bible a vyznání víry
Bible je v luterské teologii označována jako norma normans (normativní norma), luterská vyznání víry pak jako norma normata (normovaná norma, tj. norma normovaná Biblí). Autoritu v luterských církvích tedy tvoří především Písma Starého a Nového zákona. Deuterokanonické spisy v Starém Zákoně luteráni neřadí do kánonu a luterská teologie je považuje za apokryfy.
Věrouku tvoří Symbolické knihy obsažené v Knize svornosti, která obsahuje:
- Stará vyznání víry:
  - apoštolské vyznání
  - nicejsko-konstantinopolské vyznání
  - Atanášovo vyznání
- Augsburské vyznání (Confessio Augustana)
- Obhajoba Augsburského vyznání
- Malý katechismus Martina Luthera
- Velký katechismus Martina Luthera
- Šmalkaldské články Martina Luthera
- Formule svornosti (Formula concordiae)

Formuli svornosti neuznávají všechny luterské církve, proto se rozlišuje mezi konkordačními a nekonkordačními luterskými církvemi.

### Sola gratia, sola fide, sola scriptura, solus Christus

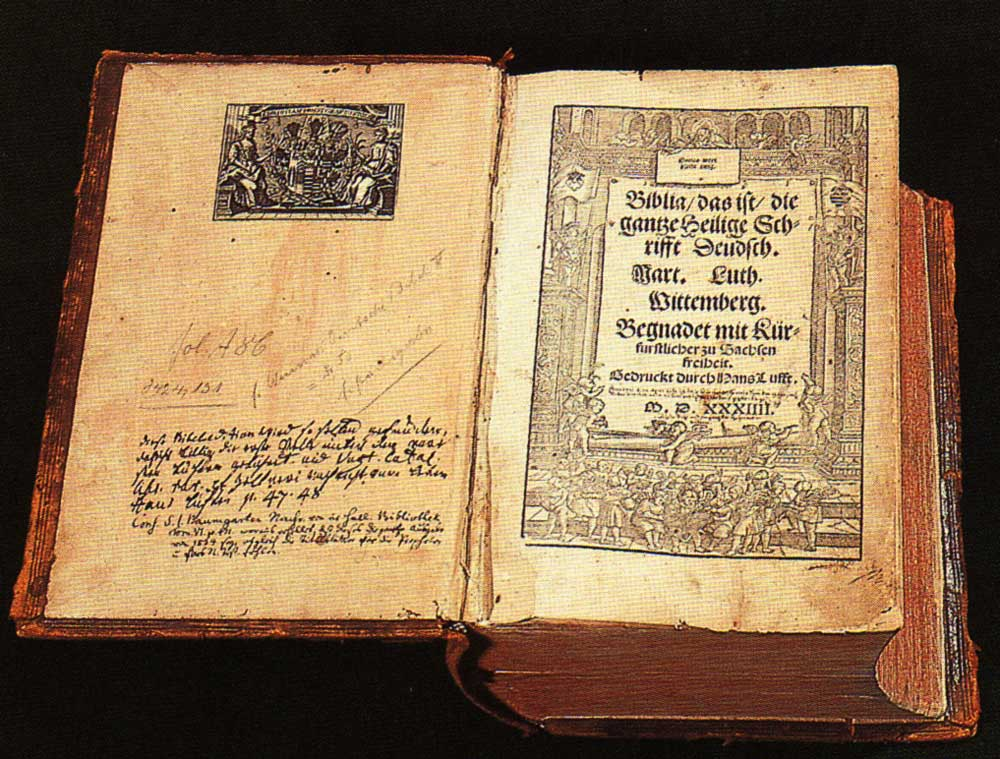
Lutherův překlad Bible z roku 1534

Krátké latinské formule vyjadřují stručně luterskou víru:
1. Sola gratia – luteráni věří, že jen milost Boží může člověka ospravedlnit a dát mu spásu.
2. Sola fide – luteráni věří, že jen víra může být odpovědí člověka na Boží nabídku spásy, kdežto úsilí o dobré skutky není podmínkou („skutkařství“), nýbrž důsledkem víry.
3. Sola scriptura – luteráni věří, že jen Písmo svaté, a ne tradice ani učitelský úřad, je závazné měřítko správné křesťanské víry.
4. Solus Christus – luteráni věří, že samotná osoba, dílo a nauka Ježíše Krista je základem víry a vykoupení člověka.

### Zákon a evangelium
Zásada rozlišení zákona a evangelia (discrimen legis et evangelii) je klíčovou nejen v teologii luterské, ale obecně v protestantské. Doplňuje reformační zásady uvozené slovem „sola“ v oblasti hermeneutiky. Zákonem se rozumí ta část Božího zjevení, v níž jsou obsaženy Boží příkazy, usvědčení z hříchu a tresty za hřích. Evangeliem je ta část Božího zjevení, která člověku, který zhřešil a propadl odsouzení zákona, sděluje, že má věřit, že Kristus sám odpykal a splatil veškerý hřích, a tak pro hříšníka bez jakékoli jeho vlastní zásluhy získal odpuštění hříchu, spravedlnost a věčný život. Formule svornosti nazývá rozlišení zákona a evangelia „jedinečně skvělým paprskem poznání“ (čl. 5).

## Bohoslužba

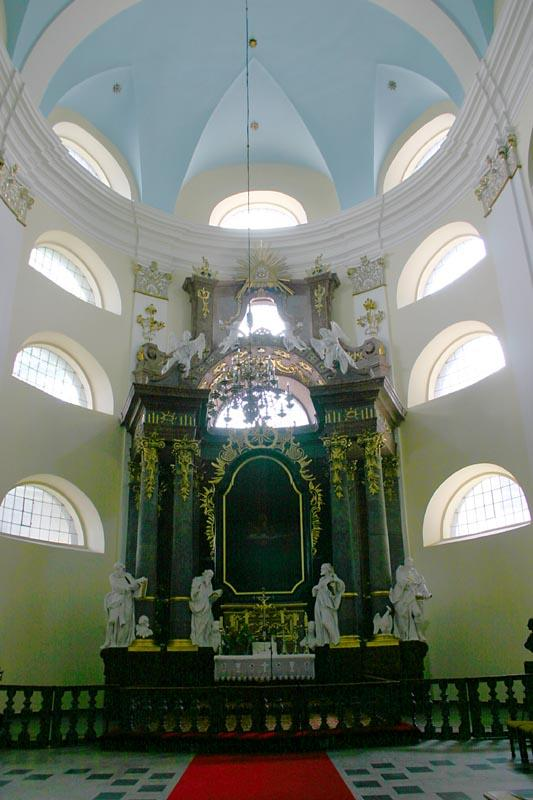
Oltář luteránského kostela v Těšíně

Luterské církve nazývají bohoslužbu různě (bohoslužba, služby Boží, mše nebo liturgie, záleží od toho jak má konkrétní církev ve zvyku). Při luterské bohoslužbě má ústřední místo kázání. Duchovní při bohoslužbě nosí v některých církvích ornát nebo albu se štólou, v jiných církvích zas černý talár s bílou kamží a dvěma tabulkami pod krkem. Duchovní jsou v konkrétních církvích nazývání dle zvyku různě (kněz, pastor, kazatel nebo farář). Křtí se už malé děti, ale neodmítají křest ani v pozdějším věku. Přítomnost Krista ve Večeři Páně chápou jako reálnou. Odmítají však katolické učení o transsubstanciaci, a věří že Kristus je ve Večeři Páně přítomen v chlebu a vínu, že je s chlebem a vínem svátostně sjednocen a že je pod spůsobem chleba a vína. Luterské chápaní Kristovy přítomnosti ve Večeři Páně se mylně označuje termínem konsubstanciace. Luterské slavení Večeře Páně se obvykle skládá z obecné zpovědi, preface, Otčenáše, slov ustanovení, Agnus Dei a samotného přijímání, které je zásadně pod obojím. Většina luterských církví přijímání vysluhuje vkleče u oltářního zábradlí a většina také zachovává zvyk stavět oltáře zády k lidu (ad orientem). Zpověď je v luterských církvích obecní (tiché vyznání hříchů Bohu, společná modlitba lítosti a hromadné rozhřešení celému shromáždění). Existuje také i ušní zpověď faráři.

## Organizace církví
Luterské církve jsou synodální a episkopální. V čele synody stojí synodní senior nebo prezident. V čele církve stojí biskup nebo superintendent.

## Luterství v Česku
V České republice působí tyto luterské církve:
- Slezská církev evangelická augsburského vyznání (SCEAV) - zachovává kontinuitu od 16. století; v současné organizační podobě existuje od roku 1923
- Luterská evangelická církev a. v. v České republice (LECAV) - vznikla roku 1995 odštěpením od SCEAV
- Evangelická církev augsburského vyznání v České republice (ECAV) - byla znovuobnovena roku 1993; původně tvořena sborem slovenské Evangelické církve augsburského vyznání v Praze (zal. r. 1947)

Zatímco SCEAV a LECAV působí zejména na Těšínsku v Moravskoslezském kraji (i když LECAV má od roku 2003 svůj sbor i v Praze), ECAV vedle Slováků sdružuje Čechy především v Praze, Plzni a Brně a anglickojazyčné luterány v Praze.
V důsledku činnosti misijní společnosti Thoughts of Faith vznikla v západních Čechách v 90. letech 20. století Česká evangelická luteránská církev (ČELC), která dosud ale nemá status registrované církve.
K luterství, jakožto k jednomu ze svých oficiálních zdrojů, se hlásí i největší protestantská církev v ČR Českobratrská církev evangelická.

## Luterství ve světě

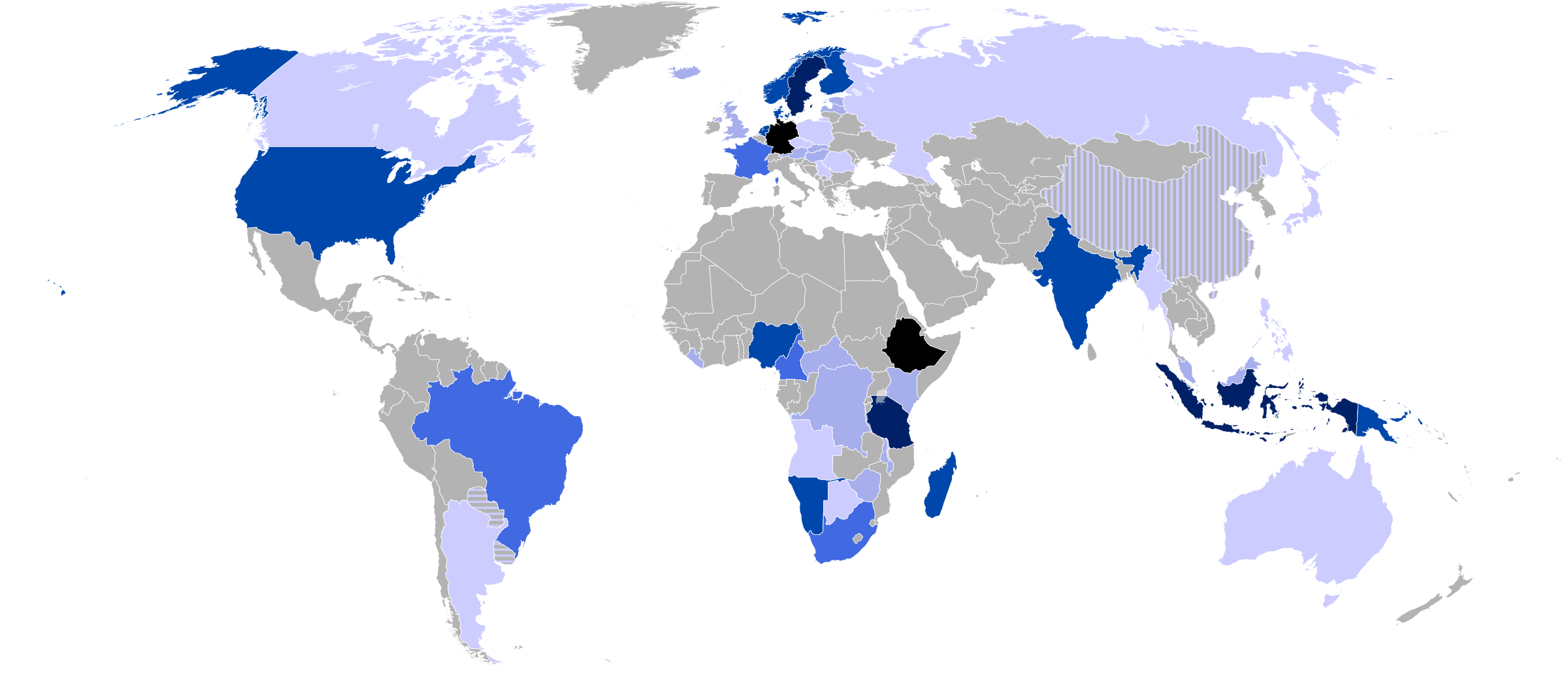
Mapa rozšíření luteránství ve světě

K luterství se hlásí kolem 60 miliónů lidí na Zemi. Nejdynamičtěji rostoucími luterskými církvemi jsou církve v Etiopii, Tanzanii a na Papui Nové Guineji. Luteránství je státním náboženstvím Islandu.
Namibie má z afrických zemí nejvyšší podíl luteránů v obyvatelstvu, okolo 50% obyvatel. Ve skutečnosti je jedinou mimoevropskou zemí, kde luteráni tvoří většinu. Ostatní africké země s významnou luteránskou populací jsou Etiopie, Madagaskar a Tanzanie. Indonésie je domovem pro největší luteránskou populaci mimo Evropu a Severní Ameriku. Více než 4 miliony obyvatel vyznávají tuto víru. Další velká luteránská komunita žije v Indii, počet se odhaduje na 1,5 milionu věřících. Menší luteránské komunity se nacházejí téměř všude na tomto kontinentu, včetně Číny a Malajsie.

## Ekumenismus
Luterské církve jsou členy Světové rady církví. Luterské církve mají společenství s ostatními evangelickými církvemi v Evropě. Mnoho luterských církví spolupracuje v Evangelické alianci.
Z poslední doby má zásadní význam společné prohlášení k nauce o ospravedlnění mezi Světovým luterským svazem a Apoštolským stolcem, kde luterské církve a katolická církev docházejí ke shodě v základní nauce o ospravedlnění (více viz Sola fide).

## Významní luteráni

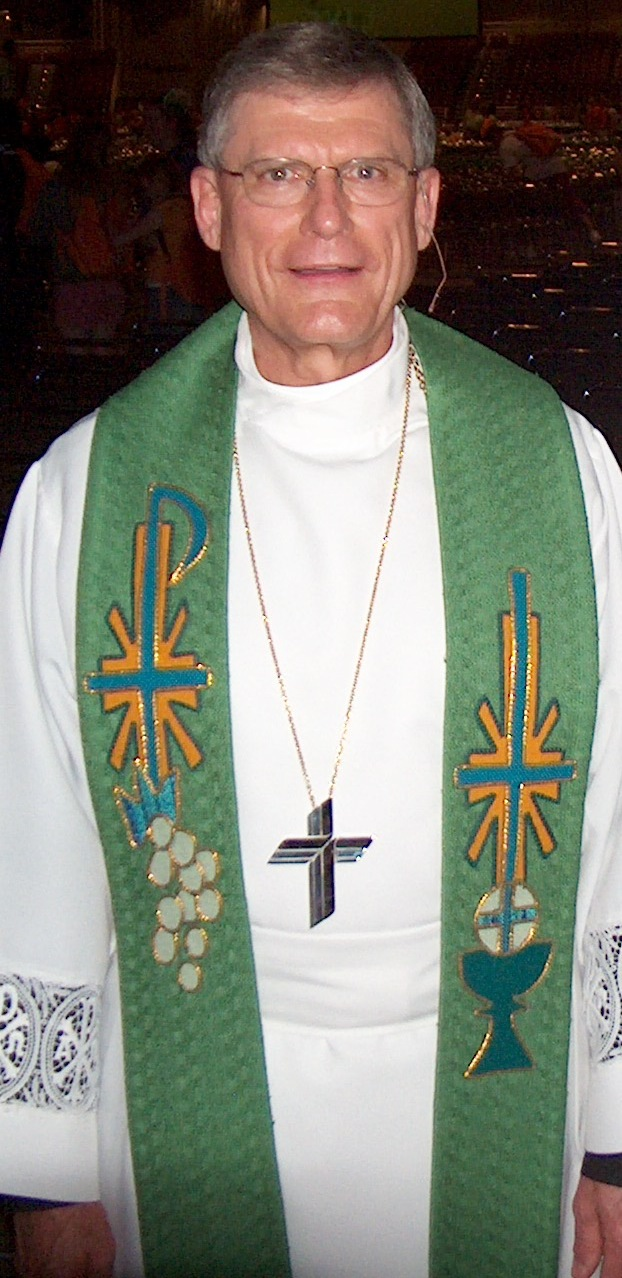
Gerald B. Kieschnick, bývalý prezident Luterské církve Missourské synody v USA

- Philipp Melanchthon (1497–1560), zvaný Učitel Německa (Praeceptor Germaniae)
- Martin Luther (1483–1546) augustiniánsky mnich, kněz, univerzitní profesor a reformátor. Dne 31. října 1517 přibil na dveře kostela všech svatých ve Wittenbergu svých 95 tezí.
- Martin Chemnitz (1522–1586) se svou prací o Tridentském koncilu stal jedním z nejvýznamnějších luteránů 2. generace.
- Jiří Třanovský (1592–1637), zvaný též Slovanský Luther
- Paul Gerhardt (1607–1676) je znám skrze svou písňovou tvorbu.
- Johann Sebastian Bach (1685–1750) komponoval skladby, které jsou pevně zakořeněny v luterské víře.
- Philipp Jacob Spener (1635–1705) – zakladatel pietismu
- Jan Kollár (1793–1852) – básník a obrozenec
- Dietrich Bonhoeffer (1906–1945) byl teologem a odpůrcem nacismu.
- Richard Wurmbrand (1909–2001) – „hlas“ pronásledované církve